# Bahnstrecke Lindfors–Bosjön
| LBB Lok 1 Petter, Bullbo lastplats |                     |                                |                                |
| Streckenlänge: | 29,7 km             |                                |                                |
| Spurweite: | 600 mm (Schmalspur) |                                |                                |
| Maximale Neigung: | 18,4 ‰              |                                |                                |
| Minimaler Radius: | 100 m               |                                |                                |
| |                     |                                |                                |
| \| \| \| Bergslagsbanan von Nykroppa \| \| \| \| \| Torfbahn Åstorpsmossen \| \| \| \| 0,0 \| Lindfors \| Lindfors \| \| \| \| Bahnstrecke Lindfors–Blombacka \| \| \| \| \| Bergslagsbanan nach Kil \| \| \| \| \| Lindfors gard \| \| \| \| \| Mangshyttan \| \| \| \| \| Mangstorp \| \| \| \| 8,6 \| Böckelskog (Bullbo) \| Böckelskog (Bullbo) \| \| \| \| Grusgropen \| \| \| \| 13,2 \| Västerud \| Västerud \| \| \| 16,4 \| Alstern \| Alstern \| \| \| \| Forshyttan Kolbrygga \| \| \| \| 19,7 \| Forshyttan \| Forshyttan \| \| \| \| Bosjöhammaren \| \| \| \| \| Bosjön Kolbrygga \| \| \| \| \| Bosjö Såg \| \| \| \| 29,7 \| Bosjön \| Bosjön \| |                     |                                |                                |
| |                     | Bergslagsbanan von Nykroppa    |                                |
| Strecke · Strecke von links (außer Betrieb) |                     | Torfbahn Åstorpsmossen         | Torfbahn Åstorpsmossen         |
| Betriebs-/Güterbahnhof Streckenanfang · ehemaliger Bahnhof · Betriebs-/Güterbahnhof Streckenende · Betriebs-/Güterbahnhof Streckenanfang | 0,0                 | Lindfors                       | Lindfors                       |
| Strecke (außer Betrieb) · Strecke · Strecke nach links (außer Betrieb) |                     | Bahnstrecke Lindfors–Blombacka | Bahnstrecke Lindfors–Blombacka |
| Strecke · Strecke nach links |                     | Bergslagsbanan nach Kil        | Bergslagsbanan nach Kil        |
| Blockstelle (Strecke außer Betrieb) |                     | Lindfors gard                  | Lindfors gard                  |
| Blockstelle (Strecke außer Betrieb) |                     | Mangshyttan                    | Mangshyttan                    |
| Blockstelle (Strecke außer Betrieb) |                     | Mangstorp                      | Mangstorp                      |
| Haltepunkt / Haltestelle (Strecke außer Betrieb) | 8,6                 | Böckelskog (Bullbo)            | Böckelskog (Bullbo)            |
| Blockstelle (Strecke außer Betrieb) |                     | Grusgropen                     | Grusgropen                     |
| Bahnhof (Strecke außer Betrieb) | 13,2                | Västerud                       | Västerud                       |
| Haltepunkt / Haltestelle (Strecke außer Betrieb) | 16,4                | Alstern                        | Alstern                        |
| Blockstelle (Strecke außer Betrieb) |                     | Forshyttan Kolbrygga           | Forshyttan Kolbrygga           |
| Haltepunkt / Haltestelle (Strecke außer Betrieb) | 19,7                | Forshyttan                     | Forshyttan                     |
| Blockstelle (Strecke außer Betrieb) |                     | Bosjöhammaren                  | Bosjöhammaren                  |
| Blockstelle (Strecke außer Betrieb) |                     | Bosjön Kolbrygga               | Bosjön Kolbrygga               |
| Blockstelle (Strecke außer Betrieb) |                     | Bosjö Såg                      | Bosjö Såg                      |
| Betriebs-/Güterbahnhof Streckenende (Strecke außer Betrieb) | 29,7                | Bosjön                         | Bosjön                         |

Die Bahnstrecke Lindfors–Bosjön (Lindfors–Bosjö Järnväg oder Lindfors–Bosjöbanan, LBB) war eine Schmalspurbahn mit der Spurweite 600 mm im östlichen Värmland. Sie verband die beiden schwedischen Orte Lindfors und Bosjön.

## Vorgeschichte
Mitte der 1880er Jahre übernahm der Ingenieur Albert Bergström das Hammerwerk Bosjö, doch wie so viele andere Eisenwerke zu dieser Zeit musste der Betrieb bald geschlossen werden. An seine Stelle traten eine Holzmühle, ein Sägewerk und eine Tischlerei. Die Produkte der Industrie mussten zu ihren Abnehmern transportiert werden, und dies geschah über sehr schlechte Straßen. Im Jahr 1876 erhielt Lindfors einen Eisenbahnanschluss durch die damals teilweise fertiggestellte Bergslagsbana (BJ).
Bergström beschloss Anfang des 20. Jahrhunderts, eine Schmalspurbahn zu bauen. Sie sollte von Bosjön zum etwa 30 Kilometer südlich liegenden Ort Lindfors an der Bergslagsbana verlaufen. Neben dem geplanten Gütertransport hatte er eine größere Idee: Er wollte einen Standard für kleine, einfache und kostengünstige Waldbahnen schaffen. Ziel war es, die Ungleichheiten bei den Transportmöglichkeiten in dünn besiedelten Gebieten in Mittel- und Nordschweden zu verringern.

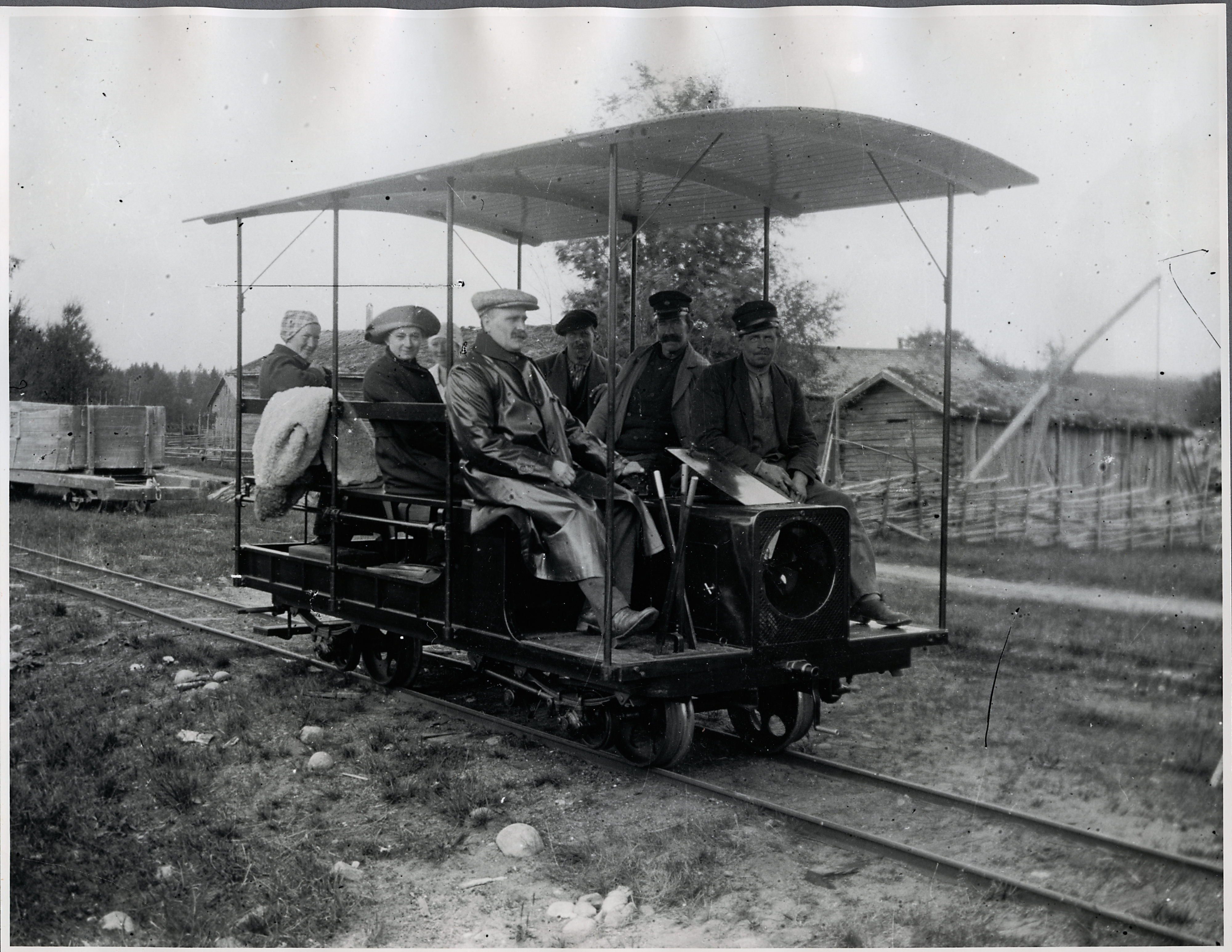
Motordraisine im Bahnhof Västerud (1922)

Bergström nannte sein Konzept Skogsbana. Der von Bergström vorgesehene Standard umfasste sowohl leichte Gleise und schmale Bahndämme als auch einfache Fahrzeuge, um die Bau- und Betriebskosten niedrig zu halten.

## Lindfors-Bosjöns Järnvägsaktiebolag
1910 wurde die Lindfors-Bosjöns Järnvägsaktiebolag (Trafikbolaget Bosjöbanan) gegründet. Im Jahr 1911 wurde die Konzession von Kungl Maj:ts erteilt und ein staatliches Darlehen in Höhe von 100.000 Schwedischen Kronen gewährt. Einzelne Unternehmen und Privatpersonen hatten bis Jahresende 105.000 Kronen gezeichnet. Die Bergslagsbana beteiligte sich mit 50.000 Kronen und gewährte den gleichen Betrag als Darlehen.

## Strecke
Am 14. Februar 1913 wurde die Strecke für den provisorischen Güterverkehr, am 30. Dezember desselben Jahres (offiziell erst am 31. Juli 1914) für den allgemeinen Güterverkehr freigegeben. Ab 1. März 1914 erfolgte der Personenverkehr auf eigene Gefahr.
Der Großteil der Strecke verlief in Moränengelände. Die ersten Kilometer waren von festem rötlichem Lehm, dem sogenannten Bergslag-Lehm, geprägt. Südlich von Västerrud erreichte die Strecke die Sand- und Kiesvorkommen von Brattforsheden. Dort bestand eine kurze Stichstrecke zu einer Kiesgrube. Nördlich von Västerrud führte die Strecke durch Dünen, die Teil des Naturschutzgebietes Brattforsheden sind. Zwischen der Nordspitze von Alstern (Paradissjön) und Forshyttan wurde ein flaches Sandgebiet mit Sümpfen durchquert. Am 21. Dezember 1917 wurde auch die offizielle Erlaubnis für den Personenverkehr erteilt, aber die Gesellschaft konnte die hierfür gestellten Auflagen nicht erfüllen.
Die Breite der Böschungskrone betrug 2 m, die aufgetragene Schotterbreite 1,10 m. Es wurden Schienen mit einer Länge von 7 m verwendet, die je auf 12 Schwellen lagen. Das Metergewicht der Schienen mit einer Höhe von 65 mm war 8 kg. Die Schienen wurden auf die Schwellen mit einer Länge von 4 bis 6 Fuß (1,2 bis 1,8 m) und einer Dicke von 12 cm mit Nägeln mit einer Länge von 3,5 und 5 Zoll (8,7 und 12 cm) festgenagelt.
Das Bahnhofsgebäude in Bosjön, ein zweistöckiges Backsteingebäude, beherbergte den Abfertigungsraum, einen Versammlungsraum, die Lokführerunterkunft und den Warteraum und war eindrucksvoll gestaltet. Möglicherweise hatte Bergström das Gebäude selbst entworfen.

## Fahrzeuge und Betrieb
Die LBB besaß zwei Dampflokomotiven mit der Achsfolge C von Orenstein & Koppel sowie ab 1922 eine Motordraisine.
- LBB 1 (Petter) wurde für den Bau der Eisenbahn erworben. Sie wurde bis zu ihrer Verschrottung im Jahr 1928 eingesetzt.

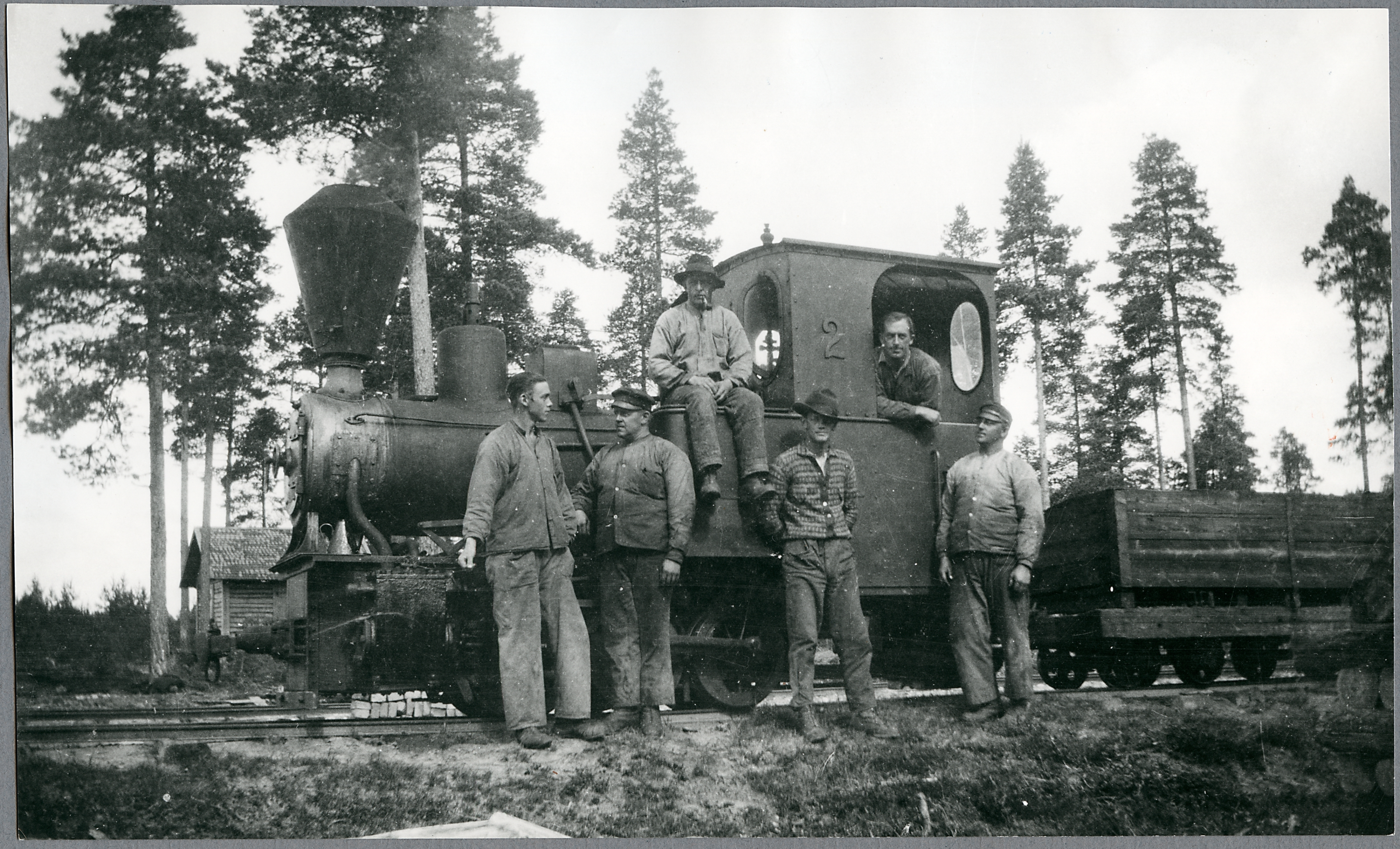
Lokomotive Nr. 2 (Lotta)

- LBB 2 (Lotta) war einige Jahre jünger und technisch etwas verfeinert.
- Motordraisine, 1922 von der Ljusne-Voxna A. B. gebaut. Sie konnte zusammen mit einem Anhänger 28 Personen befördern. Der benzinbetriebene Zweizylindermotor wurde in Deutschland hergestellt. Die Draisine durfte die Lokomotiven mittwochs, samstags und sonntags ersetzen und die Fahrzeit Bosjön–Lindfors wurde im Fahrplan auf 40 Minuten festgelegt.

Die ersten Fahrzeuge bestanden aus Kippwagen, Flachwagen und Holztransportwagen, die jedoch für die anfallenden Transportaufgaben rasch zu klein waren. Deshalb entwarf Bergström eine gefederte Drehgestellkonstruktion, die bald in sämtlichen Fahrzeugen der LBB zum Einsatz kam.
Am häufigsten wurden verschiedene Typen von Flachwagen verwendet. Diese konnten mit Rungen für den Holztransport in der Längsrichtung oder für Zellstoffholz in der Querrichtung sowie mit aufgesetzten Latten für den Kohletransport ausgestattet sein. Einige Drehgestelle wurden mit Bremsen ausgestattet.
Vier Reisezugwagen wurden von der LBB eingesetzt, obwohl auf der Strecke eigentlich kein Personenverkehr erlaubt war – die Fahrt erfolgte „auf eigene Gefahr“. Der erste Wagen wurde im Jahr 1914 gebaut. 1917 folgte ein neuer Wagen, während der alte zu einem Gepäckwagen umgebaut wurde. Der dritte Wagen wurde 1925 auf Basis eines Flachwagens aufgebaut. Der  vierte Wagen kam Ende der 1930er Jahre auf die Strecke. Es war eine umgebaute einfache Motor-Draisine mit Anhänger.

## Güterverkehr
In den Anfangsjahren der Eisenbahn waren das Sägewerk, eine Tischlerei und eine Holzschleiferei die wichtigsten Frachtkunden.
Die Haupteinnahmequelle der Gegend war der Wald. Es wurden Bauholz, Zellstoffholz, Grubenstempel, Rohholz für Zündholzfabriken und vor allem Holzkohle befördert. Entlang der gesamten LBB gab es Verladeanlagen für die Forstprodukte, die mit der Bahn zur Umladung auf die BJ gebracht wurden. Es gab sogar Versuche, Holztransportwagen automatisch von den Floßstrecken aus zu beladen.
In der späteren Phase, als die Strecke im Besitz der Uddeholms AB war, wurden hauptsächlich Bauholz, Brennholz und Holzkohle transportiert. Während der gesamten Existenz der Strecke wurde dazu viel Stückgut für Privatpersonen befördert.
1917 veräußerte Albert Bergström das Werk und seinen Anteil an der LBB. Am 10. Dezember 1920 ging das Unternehmen in Konkurs und die Strecke war ungenutzt. Riksgäldskontoret bot die Gesellschaft bei einer öffentlichen Versteigerung am 5. Februar 1921 für einen Kaufpreis von 100.000 Kronen an.
Die örtliche Bevölkerung griff 1923 zur Rettung der Eisenbahn ein, indem sie Aktien der neu gegründeten Bosjöbanan zeichnete. Der Eisenbahnverkehr konnte zwar fortgeführt werden, doch es traten neue Schwierigkeiten auf, unter anderem kam es zu Verkehrsunfällen und 1929 musste die neue Gesellschaft Konkurs anmelden. Bei der Konkursversteigerung wurde die Strecke von Uddeholms AB für 32.500 Kronen erworben. Die Gesellschaft nutzte die Strecke hauptsächlich für den Holz- und Holzkohletransport, war aber nicht sehr daran interessiert, diese für die Zukunft zu unterhalten.
In den frühen 1930er Jahren wurde der nördlichste Teil von Bosjön bis nach Bosjöhammaren abgerissen. In der Folgezeit wurden nach und nach immer größere Teile des Gleises Richtung Süden abgetragen und zu einer Straße umgebaut. In den 1940er Jahren war nur noch der Teil vom südlichen Ende des Sees Stora Böckeln und von Lindfors gard nach Lindfors in Betrieb. Das Holz wurde mithilfe einer Winde über eine 3 km lange Rinne vom See Lilla Böckeln in den Stora Böckeln geflößt. 1949 wurde auch dieser Teil der Strecke abgerissen und der Damm zwischen Lindfors gard und Mangshyttan zu einer Straße umgewandelt.
Acht der vorhandenen Güterwagen wurden an die Bahnstrecke Lindfors–Blombacka abgegeben. Die übrigen Wagen wurden verschrottet. Auch sämtliche zur Strecke gehörenden Gebäude wurden abgerissen, darunter das Bahnhofsgebäude in Bosjön. Im Jahr 1949 war von der Strecke außer dem Lokschuppen in Lindfors gard, in dem sich die Lokomotive Lotta befand, nichts mehr übrig. Sie wurde nicht mehr benötigt und 1958 vor Ort verschrottet.

## LBB heute
Durch Initiativen wurden entlang der alten Trasse zahlreiche Stellen ausgeschildert und beschrieben. An mehreren Stellen ist der Bahndamm auf teilweise weiten Streckenabschnitten gut erkennbar und kann zu Fuß begangen oder auch mit dem Rad befahren werden. Im Bosjön sind noch Teile des Bahndamms und das Granitfundament des Bahnhofsgebäudes sichtbar. Nördlich davon befinden sich die Fundamente des Holzverarbeitungswerks. In Lindfors sind die Fundamente des Lokschuppens neben der Nationalstraße 63 und dem dortigen Bahndamm sichtbar. Bis zum Winter 2004 existierte auch der Güterschuppen in Lindfors, der inzwischen abgerissen wurde.
In Lindfors wurde ein Denkmal errichtet, das aus der Drehscheibe aus Bosjön, die 1930 in den Lokschuppen Lindfors gard gebracht wurde, mit einem darauf angebrachten Bergström-Drehgestell besteht. Unter einem Blechdach erinnert es an die örtliche Eisenbahngeschichte. Der Heimatverein in Nyed hat einige Fahrzeuge der LBB und der Blombacka Bruksbana gerettet und etwa hundert Meter Schienen verlegt. Im Sommer werden die Geräte dort zu bestimmten Anlässen ausgestellt.

## Bahnhof Lindfors
Der Bahnhof Lindfors war ein Knotenpunkt zwischen der Bergslagsbana und drei Wald- bzw. Industriebahnen mit einer Spurweite von 600 mm. Dies waren die Torfbahn Åstorpsmossen, die Bahnstrecke Lindfors–Blombacka und die Bahnstrecke Lindfors–Bosjön. Obwohl alle am Bahnhof Lindfors begannen, waren sie nicht miteinander verbunden.